# Baoshan, Licheng
Baoshan (kinesiska: 鲍山街道, 鲍山) är ett stadsdelsdistrikt i Kina. Den ligger Licheng i provinsen Shandong, i den östra delen av landet, omkring 19 kilometer nordost om provinshuvudstaden Jinan. Antalet invånare är 80 175. Befolkningen består av 38 001 kvinnor och 42 174 män. Barn under 15 år utgör 14,0 %, vuxna 15-64 år 75 %, och äldre över 65 år 9,0 %.
Genomsnittlig årsnederbörd är 841 millimeter. Den regnigaste månaden är juli, med i genomsnitt 315 mm nederbörd, och den torraste är januari, med 6 mm nederbörd.